# Kabney

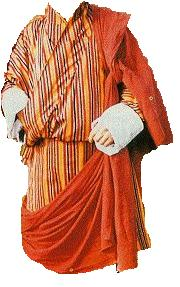
Gho z pomarańczowym kabneyem

Kabney – jedwabny szal, który jest częścią gho, tradycyjnego stroju bhutańskiego. Noszony wyłącznie przez mężczyzn i zakładany tylko na specjalne okazje – ważne spotkania, w święta oraz na czas wizyt w dzongach. Ma długość 3 m oraz szerokość 90 cm, przewiązuje się go przez lewe ramię. Noszenie kabney jest częścią driglam namzha – oficjalnego bhutańskiego savoir-vivre.
Szal ten występuje w różnych kolorach, a barwa świadczy o statusie społecznym mężczyzny.
| Kolor                   | Status społeczny |
| ----------------------- | --- |
| Szafranowy              | Noszony tylko przez króla. |
| Pomarańczowy            | Noszony przez członków rządu Bhutanu. |

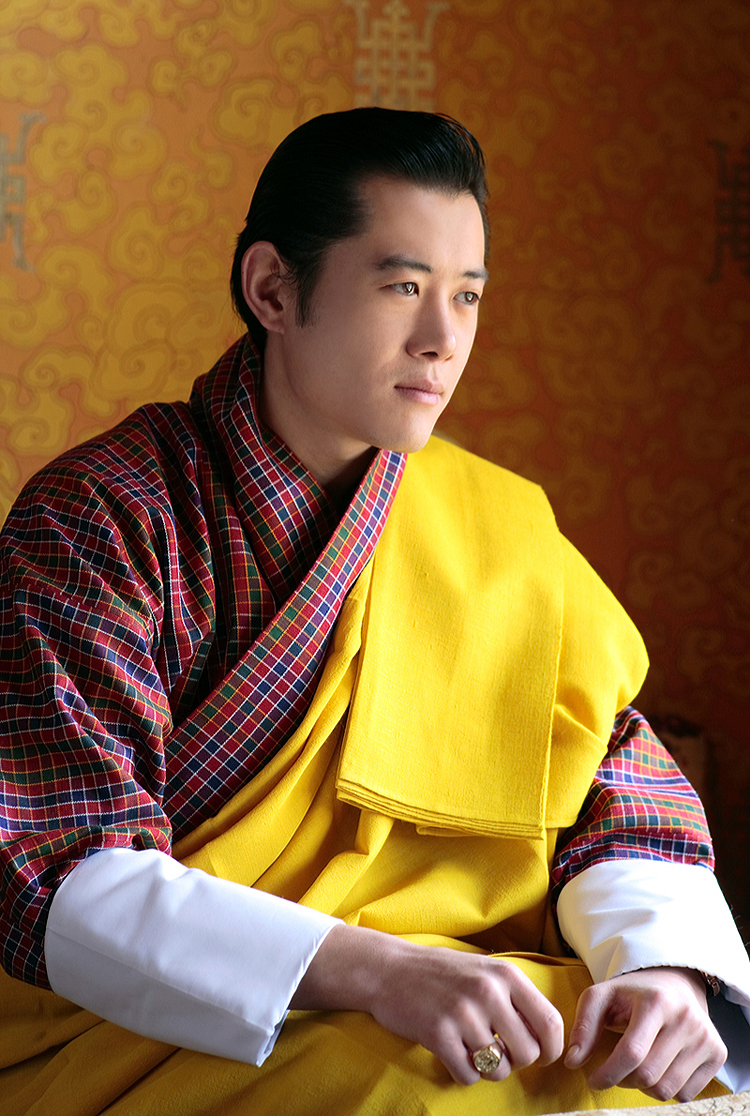
Obecny król Bhutanu, Jigme Khesar Namgyel Wangchuck, w szafranowym kabney

| Czerwony                | Noszony przez męskich członków rodziny królewskiej. W rzadkich przypadkach może być nadany przez króla w uznaniu zasług dla tronu i narodu. Jest to jeden z najwyższych zaszczytów, jakich może dostąpić obywatel Bhutanu. |
| Niebieski               | Noszony przez posłów Gyelyong Tshokhang – bhutańskiego parlamentu (do 2008 roku zarezerwowany był wyłącznie dla członków Rady Doradczej króla)                                                                             |
| Zielony                 | Noszony przez sędziów (ustanowiony w 2005 roku). |
| Biały w czerwone pasy   | Noszony przez gupów – liderów gewogów (odpowiednik powiatu). |
| Biały w niebieskie pasy | Noszony przez thromponów – liderów thromdów, czyli regionów cieszących się specjalnym statusem politycznym lub ekonomicznym (do 2008 roku zarezerwowany był dla członków Zgromadzenia Narodowego).                         |
| Biały                   | Noszony przez resztę obywateli. |